# Reino de Cait

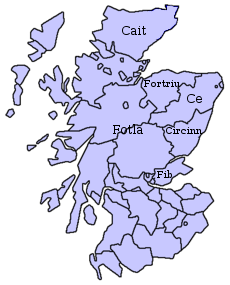
Este mapa de Escocia muestra a grandes rasgos dónde se encontraban los reinos pictos, superpuesto a un mapa (simplificado) de los condados tradicionales de Escocia.

Cait o Cat fue un legendario reino picto originado hacia el año 800 d. C. durante la Alta Edad Media. Se centró en lo que hoy es Caithness en el norte de Escocia. Según la leyenda picta, fue fundado por Caitt (o Cat), uno de los siete hijos de la figura ancestral Cruthin. El territorio de Cait cubría no solo la moderna Caithness, sino también el sureste de Sutherland.
El topónimo Caithness deriva de Cait, que también se conserva en el nombre gaélico de Sutherland (Cataibh), en varios nombres específicos dentro de ese condado y en el primer nombre registrado de Shetland (Inse Catt, que significa "islas del pueblo Cait").